# Paul Brandt (Politiker, 1852)

Porträt (ca. 1900)

Paul Jakob Brandt (* 22. November 1852 in La Chaux-de-Fonds; † 22. Oktober 1910 in Breuil im französischen Département Oise; heimatberechtigt in Ursenbach) war ein Schweizer evangelischer Geistlicher, Gewerkschafter, religiös-sozialistischer Redaktor und Politiker (SP).

## Leben

### Familie
Paul Brandt war der Sohn des Holzhändlers und Cafébesitzers Jakob Brandt. In seinen ersten Lebensjahren siedelte die Familie nach Bern über und später nach Romanshorn.
Im Mai 1878 heiratete er in Neuenegg Johanna Luise, die Tochter von Johann Albrecht Kistler; gemeinsam hatten sie drei Kinder, Tochter Johanna Louise Brandt (* 11. Januar 1880 in Albligen), bei der er verstarb.
Sein Schwager war der Pfarrer und Politiker Hermann Kistler (1853–1916).
Brandt wurde in Olten beigesetzt.

### Werdegang
Nach dem Besuch des Gymnasiums (siehe Gymnasium Kirchenfeld) in Bern begann Brandt 1872 ein Studium der Theologie an der Universität Bern, das er an der Universität Heidelberg, der Universität Jena und der Universität Zürich (Immatrikulationsjahr 1874) fortsetzte; 1876 schloss er dort mit dem Staatsexamen ab. In Jena hörte er unter anderem die Vorlesungen bei Karl von Hase.
Zu seinen Mitschülern am Gymnasium gehörte unter anderem auch der spätere Bundesrichter Emil Rott (1852–1905).
Nach Beendigung des Studiums wurde er, nach der bestandenen Konkordatsprüfung, 1876 Vikar in Ursenbach und im selben Jahr Pfarrer in Windisch. Er war anschliessend Pfarrer in Mönthal. Von 1879 bis Ende 1881 war er als Pfarrer in Albligen tätig, bevor er von 1882 bis 1885 Redaktor der freisinnigen Berner Post war; dort übernahm er für den erkrankten Albert Steck, mit dem er befreundet war, den Redaktorposten. Nachdem er Ende 1885 seine Tätigkeit beendet hatte, war er von 1886 bis 1889 Pfarrer in Delsberg sowie von 1889 bis 1898 Redaktor beim St. Galler Stadt-Anzeiger; in Zürich  war er 1898 kurzzeitig Redaktor bei der kurz zuvor gegründeten sozialdemokratisch-gewerkschaftlichen Tageszeitung Volksrecht. 1898 erfolgte seine Wahl, als Nachfolger des zurückgetretenen Eugen Wullschleger, zum Redaktor der sozialistischen Zeitung Vorwärts; die Wahl lehnte er jedoch kurz darauf ab. Am 1. Dezember 1898 wurde er Redaktor des Tagblatts der Stadt Biel; 1900 trat er von diesem Amt zurück.
Er war von 1900 erneut Redaktor am Volksrecht. In seinem Antrittsartikel beschrieb er, daß die Arbeiterklasse der Fels ist, auf dem die Kirche der Zukunft aufgebaut werden wird.
Von 1902 bis 1908 war er Redaktor des Grütlianers; gleichzeitig war er von 1902 nebenamtlicher und von 1908 bis 1910 vollamtlicher Generalsekretär des Schweizerischen Zugpersonalvereins; er setzte sich für die Wählbarkeit der Eisenbahner in Gemeinde- und Kantonsbehörden ein. Ihm folgte als Redaktor des Grütlianers Emil Walter.
Er redigierte seit 1902 das monatlich zweimal erscheinende Arbeiterblatt Das Signal, offizielles Organ des Schweiz. Zugpersonalvereins.

### Berufliches und politisches Wirken
Brandts politische Tätigkeit galt überwiegend der Besserstellung des Eisenbahnpersonals und der Textilarbeiter. Er setzte sich bereits früh für die Beteiligung von Geistlichen am politischen Leben ein.
1883 wurde er von den Vereinigten Freisinnigen für die Wahl zum Verfassungsrat aufgestellt und gewählt; im selben Jahr wurde er auch in den Grossen Stadtrat von Bern gewählt. Aufgrund seines Wegzugs aus Bern reichte er Ende 1885 seine Demission ein.
Er nahm 1889 für den Grütliverein am Internationalen Arbeiterkongress teil, zu dem 300 Delegierte zusammenkamen.
Von 1891 bis 1898 war er Erziehungsrat in St. Gallen.
Er sprach sich 1889 als Vizepräsident des Grütlivereins gegen die Wiedereinführung des Vollamts des Bundesanwalts aus; eine angestrebte Volksabstimmung konnte jedoch mangels Unterstützung nicht organisiert werden. Im selben Jahr sprach er sich auch gegen den Erwerb einer eigenen Buchdruckerei durch den Grütliverein aus und erhielt deswegen heftigen Widerspruch, unter anderem durch den Präsidenten des Grütlivereins Heinrich Scherrer.
Gemeinsam mit dem Buchdrucker Theodor Wirth begann er 1890 mit der Herausgabe des Schweizerischen Arbeiterkalenders.
1890 wurde er vom Grütliverein zum Schweizerischen Arbeitertag delegiert.
Er trat als erster Geistlicher der Schweiz in die Sozialdemokratische Partei (SP) ein, deren Vizepräsident er 1896 und Präsident er 1898 wurde; ihm folgte Otto Lang als Präsident.
1891 wurde er durch die SP zum Internationalen Sozialistischen Arbeiterkongress nach Brüssel delegiert.
Er besuchte 1893 während einer Studienreise die Weltausstellung (siehe World’s Columbian Exposition) in Chicago und verfasste später eine Schrift mit seinen Reiseerinnerungen.
Auf dem Internationalen Eisenbahnerkongress in Zürich plädierte er 1893 unter anderem für die Einführung einer täglichen Ruhezeit, neben einer Arbeitszeit von 8 Stunden und einem wöchentlichen Ruhetag von der ununterbrochenen Dauer von 36 Stunden. Der Antrag wurde von allen Nationen angenommen.
1895 und 1896 leitete er die Kommission der Arbeiter der Vereinigten Schweizerbahnen, die mit der Direktion der Vereinigten Schweizerbahnen über verschiedene Forderungen verhandelte.
Er wurde 1896 als einer von vierzehn Delegierten zum Internationalen Sozialistenkongress nach London gesandt.
1897 war er Präsident der Einigungskommission, die eine Lösung im Konflikt um den umstrittenen Carl Vital Moor finden sollte, und 1898 wurde er in die Kommission gewählt, die sich mit einer Statuten- und Parteiprogrammrevision der SP beschäftigte.
Nach dem Attentat von Luigi Lucheni auf die österreichische Kaiserin Elisabeth (Sisi) in Genf am 10. September 1898 forderte die SP, nach einem von ihm gehaltenen Referat zum Attentat, die Abschaffung der politischen Polizei.
Vom 1. Dezember 1902 bis zum 3. Dezember 1905 war er St. Galler Deputierter im Nationalrat.
Er war 1905 Mitbegründer der St. Galler SP.
1905 wurde er zum Obmann eines Schiedsgerichts in der Briefaffäre zwischen den Nationalräten Otto Zoller und Édouard Secretan gewählt.
Während des Streiks der Strassenbahnfahrer im Juli 1905 in Basel (siehe Strassenbahn Basel#Geschichte) gehörte er einer Delegation an, die mit der Regierung verhandelte.
1907 wurde er in eine Delegation des Schweizerischen Arbeiterbundes berufen, die sich mit einem Entwurf zur Kranken- und Unfallversicherung beschäftigte.
Er war 1909 an den Verhandlungen mit der Regierung zum neuen Besoldungsgesetz der Bundesbahnen beteiligt.
In seinem politischen Wirken war er auf vielen Veranstaltungen als Referent tätig und trug unter anderem zu folgenden Themen vor: Nutzen der Arbeitervereinigungen, Zweck und Ziele des Grütlivereins, geheime Stimmabgabe und Stimmrecht der Aufenthalter, Zweck und Ziele der Sozialdemokratie, Achtstundentag, Eisenbahnbetrieb, Banknotenmonopol, Gesetzgebung zur Versorgung des Eisenbahnerpersonals, Vereinsrecht, Die Lage der Arbeiter in der Schweiz, Die Wirkungen des Privatgrundbesitzes zu Stadt und Land, Sozialismus und Christentum, Einführung von gewerblichen Schiedsgerichten, Volkswahl des Bundesrates, Einführung des Proporzwahlverfahrens, Die Insolvenz der kapitalistischen Gesellschaft, Recht auf Arbeit, Unentgeltlichkeit der Lehrmittel, Arbeiterinnenschutzgesetz, Politische Lage am Ende des 19. Jahrhunderts, Die Presse und die Arbeiterschaft, Die soziale Lage der Landwirtschaft und die moderne Arbeiterbewegung, Arbeiterruhegesetz und Ausländerfrage in der Schweiz.

## Mitgliedschaften
Brandt war Korporierter der Schweizerischen Studentenverbindung Helvetia.
1881 wurde er von Jakob Vogelsanger in den Grütliverein eingeführt, wurde 1883 Präsident der Sektion Bern des Grütlivereins und übernahm 1889 die Vizepräsidentschaft des Schweizerischen Grütlivereins und 1901 des kantonalen Grütlivereins in Zürich.
Er wurde 1882 in das Zentralkomitee des Bernischen Volksvereins gewählt und erhielt den Auftrag, die Agitation für den Verein im Kanton zu leiten. Er gehörte auch dem siebenköpfigen Komitee des Vereins an, das sich für die Zustimmung zum Bundesbeschluss vom 14. Juni 1882 zur Bundesverfassung einsetzte. 1884 wurde er in den Vorstand der zentralschweizerischen Sektion des Schweizerischen Volksvereins gewählt.
Er gründete 1891 den Eisenbahnerverein St. Gallen und war auch dessen Präsident.
Von 1892 war er Sekretär des Kantonalverbands St. Gallischer Grütli- und Arbeitervereine.
Er wurde 1896 in den Vorstand des Schweizerischen Pressevereins gewählt.
1898 wurde er Präsident der neu gegründeten Musikgesellschaft Nidau.
Vom 1. November 1900 bis zu seinem Rücktritt 1908 war er Generalsekretär der Arbeiterunion Schweizerischer Transportanstalten (AUST).
1902 wurde Bernhard Kaufmann (1873–1940) sein Nachfolger als Arbeitersekretär des Kantonalvorstandes zürcherischer Grütli- und Arbeitervereine.
Er war an der Gründung des Vereins Schweizerischer Eisenbahn- und Dampfschiff-Angestellter (VSEA) beteiligt.

## Ehrungen und Auszeichnungen
In Rorschach, St. Gallen-Schoren und Olten wurden Strassen nach Paul Brandt benannt; dazu wurde in Olten an der Ecke Riggenbachstrasse/Pestalozzistrasse ein Denkmal errichtet.

## Schriften (Auswahl)
- Das Begräbniß der Selbstmörder. In: Seeländer Bote. 5. Oktober 1886, S. 1 (Digitalisat).
- Zur Verfassungsrevision. In: Tagblatt der Stadt Biel. 15. November 1888, S. 3 (Digitalisat).
- Zur Verfassungsrevision. In: Tagblatt der Stadt Biel. 16. November 1888, S. 3 (Digitalisat).
- Der Situationsbericht über die Schweiz am internationalen Arbeiterkongreß. In: Grütlianer. 31. Juli 1889, S. 1 (Digitalisat).
- Eine eigene Buchdruckerei. In: Grütlianer. 23. November 1889, S. 2–3 (Digitalisat).
- Eine Fahrt in die neue Welt. 2. Auflage. St. Gallen 1894 (Digitalisat).
- Soldatenmißhandlungen und Maulkrattengesetz. Zürich 1903.[146]
- Nat.-Rat Brandt ü. die Arbeiterorganisation. In: Ostschweizerische Industriezeitung. 13. April 1904, S. 1–2 (Digitalisat).
- «Dein Name wird nimmer vergehn». In: Grütlianer. 30. September 1908, S. 1 (Digitalisat).
- Sozialdemokratie und Christentum (I.). In: Grütlianer. 16. April 1909, S. 1–2 (Digitalisat).
- Die Besoldungsreform der Bundesbahnen. In: Der Bund. 6. Juli 1909, S. 2 (Digitalisat).
- Arbeiterorganisation und Arbeiterpolitik. In: Grütlianer. 21. Januar 1910, S. 1 (Digitalisat).